# Сухо-Пусто-Каргалка
Сухо-Пусто-Каргалка — река в России, протекает в Оренбургской области. Устье реки находится в 52 км по левому берегу реки Каргалка. Длина реки составляет 13 км.

## Данные водного реестра
По данным государственного водного реестра России относится к Уральскому бассейновому округу, водохозяйственный участок реки — российская часть бассейна реки Урал ниже впадения в него реки Сакмара без реки Илек, речной подбассейн реки — подбассейн отсутствует. Речной бассейн реки — Урал (российская часть бассейна).
По данным геоинформационной системы водохозяйственного районирования территории РФ, подготовленной Федеральным агентством водных ресурсов:
- Код водного объекта в государственном водном реестре — 12010001012112200007122
- Код по гидрологической изученности (ГИ) — 112200712
- Код бассейна — 12.01.00.010
- Номер тома по ГИ — 12
- Выпуск по ГИ — 2